# Responsabilità civile
La responsabilità civile, in diritto, rientra nella categoria più ampia delle responsabilità giuridiche.
In particolare essa individua l'intero istituto composto dalle norme cui spetta il compito di individuare il soggetto tenuto a sopportare il costo della lesione a un interesse altrui; dall'altro può essere considerata sinonimo della stessa obbligazione riparatoria imposta al soggetto responsabile.

## In Italia

### Fonti normative
La responsabilità civile quale istituto si fonda su una molteplicità di norme, anzitutto quelle contenute nel codice civile italiano di cui agli artt. 2043 ss. c.c. e 1218 ss. c.c. Esistono, poi, altre disposizioni previste per specifiche fattispecie (si veda, ad esempio e senza pretesa di esaustività: gli artt. 10, 874 c.c.; art. 15 D- Lgls. 30 giugno 2003, n. 196; artt. 114 ss., D. Lgs. 6 settembre 2005, n. 206).

Tradizionalmente la responsabilità civile si divide in contrattuale, extracontrattuale e responsabilità ex lege, più correttamente definita, secondo la tradizione gaiana, ex variis causarum figuris (ad es. responsabilità da negotiorum gestio, artt. 2028 e ss. c.c.). La seconda ha carattere residuale (di tipo logico-sistematico, non casistico), nel senso che la r.c. è del primo tipo quando il fatto-fonte coincide con l'inadempimento di un rapporto obbligatorio, qualunque ne sia la fonte; è del secondo tipo in tutti gli altri casi. All'interno di essa si rinviene la disciplina del cd. "fatto illecito" descritto, in via generale dall'art. 2043 c.c. che obbliga chiunque arrechi, con fatto proprio, doloso o colposo, un danno "ingiusto" ad altra persona, al risarcimento del danno: 
La commissione di un fatto illecito - in ragione della presenza nel nostro sistema di ipotesi di responsabilità oggettiva e finanche di ipotesi di responsabilità per fatto altrui - non esaurisce tuttavia l'intero istituto: esso è soltanto uno dei possibili fatti fonte di responsabilità. Da ciò può ulteriormente ricavarsi che l'obbligo riparatorio (responsabilità civile in senso stretto) assolve a una funzione non costante nell'ordinamento: tale obbligo ha una valenza sanzionatoria (pena privata) quando previsto rispetto a fatti illeciti; puramente compensativa quando originato da fatti cui è estranea ogni valutazione di rimproverabilità. L'induzione a non rendere dichiarazioni o a rendere dichiarazioni mendaci all'autorità giudiziaria italiana è un elemento di responsabilità amministrativa delle persone giuridiche. La norma non comporta la nullità delle clausole di riservatezza che dispongano diversamente in merito, e non vale per dichiarazioni false o omesse rese alla stampa.

### Il fatto illecito
L'elaborazione dell'attuale sistematica del fatto ex art. 2043 c.c. è avvenuta a partire dagli anni sessanta, facendo leva sulla natura di clausola generale della norma citata. Sino a quel momento l'approccio tradizionale identificava l'ingiustizia del danno con la lesione di un diritto soggettivo assoluto: salute, onore, proprietà.
Fu poi Piero Schlesinger a enunciare il principio di atipicità dell'illecito, aprendo la strada della tutela aquiliana anche ai diritti non assoluti.
Gli artt. 2044 e 2045 c.c. prevedono cause di esclusione della responsabilità rispettivamente la legittima difesa e lo stato di necessità, nel primo caso la responsabilità dell'agente è esclusa, nell'altro ridotta a un mero indennizzo.
Si dice in proposito che il realizzarsi di tali due fattispecie trasforma la condotta da contra ius a secundum ius.
Un'ulteriore importante deroga esclude la responsabilità di chi abbia compiuto il fatto dannoso in uno stato di incapacità di intendere e di volere; è però importante sapere che lo stato di incapacità non rileva in quanto tale, ma in relazione al fatto; ossia l'inabile è irresponsabile del proprio fatto in quanto la sua incapacità sia tale da non permettergli di comprendere il significato e le conseguenze del proprio agire (art. 2046 c.c.).
Il codice civile italiano individua anche ipotesi di responsabilità oggettiva (ne è un esempio l'ipotesi di cui all'art. 2050 c.c.: responsabilità per l'esercizio di attività pericolose), ossia casi in cui la responsabilità sussiste astrazion fatta da ogni rimproverabilità, o addirittura in conseguenza di un fatto altrui (es. responsabilità dei padroni o committenti, art. 2049 c.c.). Per altre ipotesi specifiche (si vedano quelle di cui agli artt. 2047 e 2048 c.c.) non c'è accordo sulla loro natura, in quanto secondo taluni autori, nonché la giurisprudenza, si tratta di fattispecie fondate sulla colpa, sebbene sia invertito l'onere probatorio rispetto a essa.
È bene chiarire che la descrizione del fatto in termini di imputazione oggettiva non significa che la norma non trovi applicazione se la fattispecie concreta mostra che la condotta è stata sorretta da dolo o colpa. La norma rimane applicabile ancorché, giusto il comma 2 dell'art. 2056 c.c, il giudice potrà determinare in misura maggiore l'ammontare del lucro cessante, salva, ovviamente, la necessità dell'ulteriore prova dell'elemento psichico.

### Il risarcimento del danno
Per quanto riguarda la quantificazione del danno, vigono i criteri individuati dall'art. 2056 c.c., il quale rinvia agli artt. 1223, 1226 e 1227 c.c.
In particolare il risarcimento del danno si articola nelle due voci del "danno emergente" e del "lucro cessante" (cfr. art. 1223 c.c.) in quanto siano diretta e immediata conseguenza della lesione.
Per danno emergente deve intendersi ogni perdita, o necessitata erogazione, o mancata acquisizione sebbene se ne avesse diritto, di utilità già presenti nel patrimonio del danneggiato.
Il lucro cessante è ogni mancato guadagno che, invece, si sarebbe prodotto laddove il fatto illecito non fosse stato realizzato. Il ristoro "per equivalente", ora descritto, convive, nel nostro ordinamento, con il ristoro "in forma specifica" (che potremmo anche definire "per identità") ove al danneggiante viene imposto di ripristinare l'esatta situazione quantitativa e qualitativa che si sarebbe conseguita in assenza del fatto illecito (art. 2058 c.c.).
Vige in ogni caso nella quantificazione dell'obbligazione risarcitoria (determinazione del quantum) il principio "compensatio lucri cum damno" per cui mai la prestazione risarcitoria può, nel suo ammontare, superare l'entità del danno, conformandosi come ingiusto profitto per il titolare della situazione giuridica lesa (esclusione della natura punitiva della cosiddetta obbligazione risarcitoria).
L'art. 2043 c.c. non tipizza le situazioni soggettive tutelate: è perciò opinione ormai acquisita dalla dottrina e dalla giurisprudenza che la tutela aquiliana riguardi le situazioni soggettive sia patrimoniali sia non patrimoniali.
Nondimeno non v'è accordo in ordine alla via da seguire per fondare la risarcibilità del danno non patrimoniale. Allo stato, dopo due note sentenze della Cassazione del 2003, la giurisprudenza (non senza aspre critiche della dottrina, estremamente perplessa sull'opportunità e necessità di una simile costruzione, da alcuni giudicata artificiosa) sembra persuasa che nel nostro sistema sussisterebbero due sistemi di tutela extracontrattuale: uno fondato sull'art. 2043 c.c. (ritenuto idoneo alla protezione delle sole situazioni patrimoniali); l'altro fondato sull'art. 2059 c.c. il quale, all'esito di argomentazioni non sempre lineari, finirebbe per descrivere un fatto illecito strutturalmente simile a quello di cui all'art. 2043 c.c. ma da riferirsi alle sole situazioni non patrimoniali. La questione, che era stata impostata in modo ben diverso dalla storica sentenza della Corte Costituzionale (sent. n. 184/1986) con cui si era ammesso al risarcimento il cd danno biologico, è ancora lontana dall'essere risolta.
In ogni modo, attualmente il danno non patrimoniale tutelabile ex se in via risarcitoria, si articola in:
1) Danno biologico inteso come lesione dell'interesse, costituzionalmente garantito, all'integrità psichica e fisica della persona, conseguente a un accertamento medico (art. 32 Cost.);
2) Danno morale soggettivo inteso come transeunte turbamento dello stato d'animo della vittima;
3) Danno esistenziale inteso come ogni pregiudizio di natura non meramente emotiva e interiore, ma oggettivamente accertabile, che alteri le abitudini e gli assetti relazionali propri, inducendo a scelte di vita diverse quanto all'espressione e realizzazione della personalità nel mondo esterno. Il danno esistenziale, quindi, si deve sostanziare in una modificazione peggiorativa della personalità dell'individuo in presenza di lesione di interessi essenziali della persona, come quelli costituzionalmente garantiti (salute, reputazione, libertà di pensiero, famiglia, ecc.).
Questo differisce dal "danno biologico" in quanto prescinde dalla accertabilità in sede medico legale, e differisce dal "danno morale soggettivo" perché, a differenza di questo che è in re ipsa, deve obiettivarsi (la Corte suprema di cassazione, con la sentenza 13546/2006, pare aver spazzato via ogni dubbio in ordine all'eventuale rischio di sovrapposizione di questa tipologia di danno con le altre);

## Responsabilità Civile nelle Diverse Aree Giuridiche
La responsabilità civile si applica a molteplici ambiti della vita giuridica, ciascuno dei quali presenta peculiarità normative e giurisprudenziali. 
Alcuni esempi includono:

### Responsabilità Civile nelle Professioni
La responsabilità civile professionale riguarda i danni causati da professionisti nell'esercizio della loro attività. Medici, avvocati, commercialisti, ingegneri e altre professioni regolamentate sono soggetti a norme specifiche che stabiliscono l'obbligo di risarcire i danni derivanti da errori, negligenza o imperizia. In Italia, la responsabilità del medico, ad esempio, è regolata dall'art. 2236 c.c., che limita la responsabilità ai casi di dolo o colpa grave quando si tratta di prestazioni che implicano la soluzione di problemi tecnici di speciale difficoltà. Analogamente, gli avvocati sono responsabili per i danni causati ai clienti a causa di negligenza professionale o violazione dei doveri di diligenza e competenza .

### Responsabilità Civile dei Minori e degli Incapaci
La responsabilità civile dei minori e degli incapaci è disciplinata dall'art. 2047 c.c. (danno cagionato dall'incapace) e dall'art. 2048 c.c. (responsabilità dei genitori, dei tutori, dei precettori e dei maestri d'arte). In questi casi, la responsabilità ricade generalmente sui genitori o sui tutori, salvo che questi dimostrino di non aver potuto impedire il fatto dannoso. Il principio generale è che il minore o l'incapace non è personalmente responsabile dei danni causati se non era in grado di comprendere il significato delle proprie azioni. Tuttavia, chi aveva il dovere di vigilare su di loro può essere chiamato a rispondere civilmente dei danni cagionati .

### Responsabilità Civile delle Banche
Le banche, come altri intermediari finanziari, sono soggette a una serie di obblighi volti a garantire la tutela dei diritti dei clienti e la trasparenza delle operazioni. La responsabilità civile delle banche può essere invocata in vari casi, come la violazione dei doveri di informazione e consulenza, la gestione negligente dei conti correnti o degli investimenti, e in situazioni di frode o appropriazione indebita. In particolare, il Testo Unico Bancario (D.Lgs. 1 settembre 1993, n. 385) e il Testo Unico della Finanza (D.Lgs. 24 febbraio 1998, n. 58) prevedono specifiche norme che disciplinano la responsabilità delle banche e degli intermediari finanziari, imponendo l'adozione di misure di controllo e trasparenza nei confronti dei clienti .

### Responsabilità Civile Ambientale
La responsabilità civile ambientale riguarda i danni causati all'ambiente e prevede obblighi di risarcimento e riparazione per chiunque, con la propria attività, arrechi un danno agli ecosistemi. Il Decreto Legislativo 3 aprile 2006, n. 152 (Codice dell'Ambiente) disciplina le principali norme in materia di risarcimento del danno ambientale, stabilendo che chi inquina è tenuto a ripristinare lo stato dei luoghi e risarcire i danni. Le imprese, in particolare, sono tenute ad adottare tutte le misure necessarie per prevenire e ridurre l'impatto ambientale delle loro attività, pena la responsabilità civile e, in alcuni casi, anche penale .